# Pieter Joseph Kessels
Pieter Joseph Frans (Jos) Kessels (Heerlen, 30 oktober 1856 – San Ana, El Salvador, 24 februari 1928) was een Nederlands componist, cellist en dirigent.

## Levensloop
Jos Kessels was zoon van kleermaker Pieter Joseph Kessels en Maria Catharina Wetzels. Zijn jongere broer Mathieu Kessels was eveneens musicus.
Het was toeval dat hij in de muziekwereld belandde; zijn ouders zagen dat helemaal niet zitten. Jos nam buiten weten van zijn ouders muzieklessen en kon een cello kopen toen hij een prijs van 50 gulden won in een loterij. Hij ging in de leer bij L. Hennen, muziekleraar te Heerlen, die hem lessen gaf, ook in muziektheorie. Vanuit Aken kregen zijn ouders bericht dat Jos talentvol was, maar er was toen geen kans om hem daar te laten studeren. Toen hij achttien was kon hij alsnog aan de slag in Aken. In die tijd werden al een aantal van zijn werken aldaar uitgevoerd. In zijn Nederlandse tijd werden werken van hem soms voorgeschreven als verplichte werken tijdens muziekconcoursen.
Jos Kessels was dirigent van diverse zang- en harmonieverenigingen en cellist bij het orkest van Tivoli in Amsterdam. Het dirigeren trok hem echter meer. Vanaf 1885 leidde hij de Koninklijke Harmonie te Tilburg en later ook  Metronome te Brussel. In Brussel werkte hij ook als muziekuitgever, net zoals hij daarvoor in Heerlen had gedaan.
In 1896 vertrok hij naar El Salvador om er inspecteur-kapelmeester te worden van dat Zuid-Amerikaanse land. In 1924 volgde aldaar zijn pensioen. De hoofdstad San Salvador kent een Parque Kessels.

## Composities
Van zijn hand verscheen een behoorlijk aantal composities, hij begon al op zijn zestiende met componeren. Jos Kessels schreef met name voor harmonie- en fanfareorkesten, maar ook liederen voor zangstem of mannenkoor al dan niet begeleid door piano, enkele orkestwerken, opera’s (b.v. Walram uit 1889), operettes (b.v. Per extra Trein uit 1892) en zijn grootse werk Abzug der Goten nach der Schlacht am Vesum voor solisten, mannenkoor en orkest of piano. Bijna alle werken behoren tot het vergeten repertoire.
De Kapel van de Koninklijke Luchtmacht onder leiding van Josef Suilen heeft zijn Fête Sicilienne (1904) op cd uitgebracht. In zijn Marsch Oranje-Nassau (oorspronkelijk getiteld: Marche triomphale) is in het trio het Wilhelmus verwerkt.